# Eurytoma nigripedicel
Eurytoma nigripedicel är en stekelart som beskrevs av Girault 1925. Eurytoma nigripedicel ingår i släktet Eurytoma och familjen kragglanssteklar. Inga underarter finns listade i Catalogue of Life.